# 이수아 (배우)
이수아(2013년 12월 29일~ )는 대한민국의 배우이다.

## 출연작

### 드라마
- 2019년 tvN 《막돼먹은 영애씨 17》 - 어린이 역
- 2019년 MBC 《웰컴2라이프》 - 이보나 역
- 2020년 tvN 《구미호뎐》
- 2020년 tvN 《스타트업》 - 5살 서달미 역 (허정은, 배수지 아역)

## 수상
- 2019년 MBC 연기대상 청소년 아역상 (웰컴2라이프)